# La mirada de l'observador
"La mirada de l'observador" (títol original en anglès "Eye of the Beholder", també titulada "The Private World of Darkness" quan es va retransmetre inicialment l'estiu de 1962) és el sisè episodi de la segona temporada, i el 42è total de la sèrie de televisió d'antologia La Dimensió Desconeguda, Es va emetre originalment l’11 de novembre de 1960 a CBS. Ha estat doblat al català i emès per TV3.

## Narració d'obertura
| « | Suspès en el temps i l'espai per un moment, la teva presentació a la senyoreta Janet Tyler, que viu en un món de foscor molt privat. Un univers les dimensions del qual són la mida, el gruix, la longitud de la franja d'embenats que li cobreixen la cara. En un moment tornarem a aquesta habitació, i també en un moment mirarem sota aquells embenats. Tenint en compte, per descomptat, que no ens ha de sorprendre el que veiem, perquè això no és només un hospital, i aquest pacient 307 no és només una dona. Això és la Dimensió Desconeguda i la senyoreta Janet Tyler, amb tu, està a punt d'entrar-hi. | » |

## Argument
Janet Tyler s'ha sotmès al seu onzè tractament -el nombre màxim permès legalment per l'"Estat"- en un intent de semblar normal. El seu cap està completament embenat perquè la seva cara estigui completament coberta, i les infermeres i el metge descriuen la seva cara com un "lamentable tros de carn retorçada", que s'amaga a les ombres de l'habitació de l'hospital enfosquida. El resultat del procediment no es pot conèixer fins que no s'eliminin els embenats. Incapaç de suportar els embenats més temps, Janet suplica al metge i finalment el convenç de treure'ls aviat. Mentre es prepara, la infermera diu que encara està inquieta per l'aparença de la Janet. El metge es disgusta i es pregunta per què s'ha de jutjar Janet o algú per la seva bellesa exterior. La infermera l'adverteix que no continuï en aquesta línia, ja que es considera una traïció.
El metge li treu els embenats i anuncia que el procediment ha fracassat, la seva cara no ha patit cap canvi. Segons els estàndards contemporanis, es revela que Janet és una dona preciosa, mentre que el personal de l'hospital té cares monstruoses amb trets caiguts, celles grans i gruixudes, ulls enfonsats, llavis inflats i torçats i nassos arrugats amb orificis nasals semblants a un musell de porc. Desconcertada pel fracàs del procediment, Janet intenta escapar fins que arriba un home aparentment atractiu anomenat Walter Smith per portar-la a un poble de "[el seu] propi tipus" on no molestarà l'Estat. Mentre ho fa, assegura que mentre la societat de l'Estat la troba lletja, els altres la trobaran bella.

## Narració de cloenda
| « | Ara les preguntes que em vénen al cap: "On és aquest lloc i quan és?" "Quina mena de món on la lletjor és la norma i la bellesa la desviació d'aquesta norma?" Vols una resposta? La resposta és que no fa cap diferència, perquè la vella dita resulta ser certa. La bellesa està a l'ull de l'espectador, en aquest any o d'aquí a cent anys. En aquest planeta o allà on hi hagi vida humana, potser entre les estrelles, la bellesa està a l'ull de l'espectador. Lliçó per aprendre a la Dimensió Desconeguda. | » |

## Repartiment
- Maxine Stuart com a Janet Tyler (sota embenats)
- Donna Douglas com a Janet Tyler (desemmascarada)
- William D. Gordon com el Doctor Bernardi
- Jennifer Howard com a infermera
- Edson Stroll com a Walter Smith
- George Keymas com el líder
- Joanna Heyes com a infermera número 2

## Producció
A causa del complex maquillatge i els angles de la càmera, aquest va ser un dels episodis més difícils de filmar de La dimensió desconeguda. El director, Douglas Heyes, volia que l'espectacle tingués actors amb veus simpàtiques. Per aconseguir-ho, va llançar l'episodi d'esquena als intèrprets. Heyes havia planejat que Maxine Stuart, que parlava totes les línies del personatge principal Janet Tyler, quan el seu cap està completament cobert per embenats, doblava l'única línia parlada per Tyler quan es revela (interpretada per l'actriu Donna Douglas). Tanmateix, Douglas havia estat escoltant la veu d'Stuart mentre enregistrava la seva part, i va poder imitar-la amb tant d'èxit que se li va permetre parlar davant la càmera.
El títol original d'aquest episodi era "Eye of the Beholder". Stuart Reynolds, un productor de televisió, va amenaçar al seu escriptor i productor Rod Serling per l'ús del nom. En aquell moment, Reynolds venia una pel·lícula educativa del mateix nom a les escoles públiques. Les reposicions posteriors a l'emissió inicial presentaven la pantalla de títol "The Private World of Darkness". Com que CBS va consultar diferents còpies al llarg dels anys per als paquets de redifusió, els crèdits de tancament d'aquest episodi varien d'un títol a l'altre, depenent de la cadena de televisió que utilitzi quin paquet. Al llançament original del DVD de La Dimensió Desconeguda, la versió redifosa es va comercialitzar com una "versió alternativa". A part de l'aparició del títol als crèdits de tancament, però, no hi ha cap diferència entre les dues "versions".
Serling, que va escriure l'episodi, va reutilitzar el tema per a una sèrie de televisió posterior, "The Different Ones", per a la seva sèrie Night Gallery. "The Different Ones" té lloc en un món futurista on un adolescent ermità desfigurat és enviat en un coet de la NASA a un planeta on es revela que els habitants s'assemblen a ell. Durant el trasllat coneix un jove extraterrestre convencionalment guapo, que va a la Terra a causa de la seva pròpia "desfiguració".

## Remake de 2003
Aquest episodi va ser refet per al revival de la sèrie de 2002–2003 utilitzant el guió original de Serling (però descartant la partitura original de Bernard Herrmann), amb Molly Sims com a Janet Tyler, Reggie Hayes com el Dr. Bernardi i Roger Cross com el líder. Es va canviar el maquillatge per fer que les cares semblin més foses, macabres i deteriorades amb crestes profundes. El remake segueix amb més fidelitat el guió original. Les pantalles de projecció es van canviar per pantalles de plasma i es va utilitzar més del diàleg del monòleg del líder.